# Delia capensis
Delia capensis este o specie de muște din genul Delia, familia Anthomyiidae. A fost descrisă pentru prima dată de Malloch în anul 1924. Conform Catalogue of Life specia Delia capensis nu are subspecii cunoscute.